# El Pinabete
El Pinabete är en ort i Mexiko.   Den ligger i kommunen Tancítaro och delstaten Michoacán de Ocampo, i den södra delen av landet, 300 km väster om huvudstaden Mexico City. El Pinabete ligger 1 960 meter över havet och antalet invånare är 142.
Terrängen runt El Pinabete är huvudsakligen kuperad, men åt nordost är den bergig. Runt El Pinabete är det ganska glesbefolkat, med 42 invånare per kvadratkilometer. Närmaste större samhälle är Peribán de Ramos, 19,8 km norr om El Pinabete. I omgivningarna runt El Pinabete växer huvudsakligen savannskog.